# Fábio Júnior
Fábio Júnior Pereira, noto come Fábio Júnior (Manhuaçu, 20 novembre 1977), è un ex calciatore brasiliano, di ruolo attaccante.

## Carriera
Inizia la sua carriera nelle giovanili del Democrata, trasferendosi poi in quelle del Cruzeiro. Qui fa anche l'esordio in prima squadra, dove gioca su buoni livelli e riesce a guadagnarsi l'interesse dei grandi club d'Europa: nel gennaio del 1999 se lo aggiudicano gli italiani della Roma per 30 miliardi di lire, nonostante il tecnico capitolino Zeman preferisse Andrij Ševčenko. Il brasiliano sbarca a Roma con la fama del «nuovo Ronaldo», ma chiarisce subito di avere caratteristiche ben diverse dal più noto connazionale.
Dopo una stagione e mezza  deludente in maglia giallorossa, l'attaccante torna in Brasile nelle file del club che lo aveva lanciato, il Cruzeiro. Negli anni successivi gioca anche con Palmeiras, nuovamente col Cruzeiro, poi con il Vitória Guimarães e con l'Atlético Mineiro. Alla fine di questa esperienza tenta una nuova avventura all'estero firmando un contratto con i giapponesi del Kashima Antlers, dove segna un solo gol. Ritorna quindi per qualche mese all'Atlético Mineiro prima di trasferirsi negli Emirati Arabi Uniti, nelle file dell'Al-Wahda, dove resta per un anno.
Dopo la parentesi in Arabia il giocatore prova nuovamente ad affermarsi nel calcio europeo: ricomincia quindi dalla seconda divisione tedesca, nel Bochum, dove al primo anno gioca 15 partite e segna un gol. La squadra viene promossa e nella sua seconda stagione gioca 16 partite con 2 gol. Dopo questo biennio europeo cambia nuovamente squadra: nel 2007 si trasferisce in Israele, all'Hapoel Tel Aviv. Successivamente inizia una militanza in varie squadre brasiliane delle serie inferiori, stabilizzandosi nel 2010 all'América Mineiro di cui diventa capitano.

## Palmarès

### Club

#### Competizioni nazionali
- Coppa del Brasile: 1

Cruzeiro: 2000
- Campionato tedesco di seconda divisione: 1

Bochum: 2005-2006

#### Competizioni statali
- Campionato Mineiro: 1

Cruzeiro: 1997

### Individuale
- Bola de Prata: 1

1998